# Unió personal
Una unió personal és una situació política on una persona és al mateix temps el sobirà de dues o més terres (comtats, ducats, regnes…), per la casualitat de casaments, heretatges i altres peripècies de les cases reials. Al cas d'una unió personal, les lleis, usos i costums i institucions de cada component es queden intactes. Són típiques de les monarquies absolutes, per la qual cosa avui dia són molt rares. L'última unió personal important contemporània és la del Rei del Regne Unit i la Commonwealth, tot i ser gaire més que cerimonial. De vegades les unions es queden confederals i són temporals, de vegades són una fase abans d'una fusió completa quan sovint l'estat més poderós aboleix les institucions de l'altre.
La diferència amb una confederació rau al fet que les unions personals no són pas el resultat d'un pacte o d'un tractat entre dos o més estats decidit pels governs respectius. Ans al contrari les unions personals són el resultat de la situació matrimonial del monarca. Els seus consellers solien cercar un espòs o una esposa per raons geoestratègiques. Per a evitar unions matrimonials malavingudes a terres a prop de les fronteres, l'emperador del Sacre Imperi Romanogermànic i altres sobirans preferien anomenar bisbes com prínceps com era el cas al Principat de Lieja o a Trèveris.
En l'administració de les diòcesis de l'església catòlica, l'equivalent de la unió personal es diu in persona episcopi.

## Exemples
- Andorra i França: Unió parcial amb França des de 1607 (El president francès és un dels caps del principat).
- Bèlgica i l'Estat Lliure del Congo: unió personal del rei Leopold II de 1877 a 1908.
- Les Disset Províncies: unió personal dels ducs de Borgonya i de Carles V
- Islàndia i Dinamarca: de 1918 a 1944.
- Luxemburg i els Països Baixos: de 1815 a 1890
- Àustria i Hongria: de 1867 a 1918
- Portugal i Espanya: de 1580 a 1640
- Catalunya i Aragó: de 1135 a 1716 Decrets de Nova Planta
- La Corona d'Aragó i la Corona de Castella: pel matrimoni dels Reis Catòlics